# Anaphysmene cupressi
Anaphysmene cupressi är en svampart som beskrevs av B. Sutton & Hodges 1990. Anaphysmene cupressi ingår i släktet Anaphysmene, divisionen sporsäcksvampar och riket svampar.   Inga underarter finns listade i Catalogue of Life.